# Коврађу (Хунедоара)
Коврађу (рум. Covragiu) насеље је у Румунији у округу Хунедоара у општини Бретеа Романа. Oпштина се налази на надморској висини од 292 m.

## Становништво
Према подацима из 2002. године у насељу је живело 172 становника, од којих су сви румунске националности.